# Xarnegu Eguna
Xarnegu Eguna (XE) est un festival de musique qui se déroule au Pays basque sur plusieurs jours autour du 1er mai.
Le festival a été créé en 2005. Il se déroule principalement sur la commune de Bardos en Labourd  mais se délocalise depuis 2013 dans plusieurs communes voisines du pays de Bidache.

## Programmations année par année
- 2005 : Sangria gratuite, Les Hurlements d'Léo et Holiday
- 2006 : Amparanoïa, Caméléons, Insect Inside et Entzun
- 2007 : Marcel et son Orchestre, Su Ta Gar, Magnum et Koloka
- 2008 : Massilia Sound System, Betagarri, Otsoak, Malyss, Oskorri et Gilles de Gélos
- 2009 : Sinsemilia, Gatibu, Cel3, Samain et Niko Etxart,
- 2010 : Les Wampas, Celtas Cortos, Moskorri, Begiz Begi, Otxalde et le bagad Ker Vourdel
- 2011 : La Ruda, No Relax, Ozke, Larzenak, Que Quiò et Niko Etxart eta Hapa Hapa
- 2012 : Sergent Garcia, Esne Beltza, Old School Funky Family, Larzenak, Bidaia et Xarnege
- 2013 : La Kinky Beat, Xutik, Goulamas'k, La Fine Équipe et Amaia Riouspeyrous
- 2014 : Les Ramoneurs de menhirs, Killers, Le Trottoir d'en face, Enbata, Trio Baletòt, Philippe de Ezcurra, Kattalin Indaburu et New Bumpers Jazz Live
- 2015 : Bongo Botrako, Opium du Peuple, Ozke, Herri'tmo, Pilpil taldea, La Brigada Menestrers, Sabronson
- 2016 : Vendetta, If Renaud Was A Punk, Taxis for Galaxies, Begi Beltz, Peio Serbielle, Cocanha, Patxi eta konpania, Passaires
- 2017 : TNT AC/DC Tribute Band, Talco, Skabidean, Joan Francès Tisnèr, Koldo Amestoy, Charles Ferré, Patxi eta Konpania, Trencadit
- 2018 : Soziedad Alkoholica, Dätcha Mandala, Egurra Ta Kitto
- 2019 : La Yegros, Òmiors, Goulamas'k, Compagnie jour de fête, Koldo Amestoy, Philippe Albor, Le Plaque, Saltoka

## Les lieux du festival
- 2003-2012 : Bardos
- 2013 : Bardos, Bidache et Guiche
- 2014 : Arancou, Bardos, Bidache, Came et Guiche
- 2015 : Arancou, Bardos, Bergouey-Viellenave, Bidache, Came, Guiche et Sames
- 2016 : Arancou, Bardos, Bergouey-Viellenave, Bidache, Came, Guiche et Sames
- 2017 : Arancou, Bardos, Bergouey-Viellenave, Bidache, Came, Guiche et Sames
- 2019 : Arancou, Bardos, Bidache, Came, La Bastide Clairence et Urt